# Холмы (Гвардейский городской округ)
Холмы — посёлок в Гвардейском городском округе Калининградской области. До 2014 года входил в состав Славинского сельского поселения.

## История
Впервые в документах Попелькен упоминается в 1417 году, но поселение существовал и ранее. С 1898 года населенный пункт назывался Адлиг Попелькен,
В 1946 году Адлиг Попелькен был переименован в поселок Холмы.

## Население
| 2002 | 2010 |
| ---- | ---- |
| 28   | ↗36  |

В 1910 году в нем проживало 179 человек.